# Суспільна комунікація
Суспільна комунікація — це значуща система повідомлень, якими люди користуються в соціумі, в яких зображається інформація, знання, ідеї, зумовлених цілим рядом значимих оцінок, конкретних ситуацій. Виділяють основні види суспільної комунікації:
- комун-соціалістична;
- монархічна;
- націоналістична
- ліберальна
- інтернаціональна

Комунікація допомагає людині володіти системою знань і манер поведінки. Суспільна комунікація виділяється із сотень інших комунікацій тим, що вона є системою загальносуспільних норм і правил, встановленими цим суспільством. Комунікація є засобом спілкування, як вербального так і не вербального. Суспільство, в якому множаться не схожі один на одного образи колись єдиної реальності, а істина вислизає, розчиняючись у різноманітності варіантів. Воно нам диктує і коригує наші стилі комунікації, наш досвід спілкування.